# اچ‌ام‌اس رونج (۱۶۵۴)
اچ‌ام‌اس رونج (۱۶۵۴) (به انگلیسی: HMS Revenge (1654)) یک کشتی بود که طول آن ۱۱۷ فوت ۶ اینچ (۳۵٫۸ متر) بود.